# Mason Vicentino
Mason Vicentino é uma comunidade italiana,próximo a Bassano del Grappa, região do Vêneto, província de Vicenza, com cerca de 3.130 habitantes. Estende-se por uma área de 12 km², tendo uma densidade populacional de 261 hab/km². Faz fronteira com Breganze, Fara Vicentino, Marostica, Molvena, Pianezze, Schiavon. Faz parte de Mason Vicentino também a fração de Villaraspa

## Demografia
| Variação demográfica do município entre 1861 e 2011                               |
|                                                                                   |
| Fonte: Istituto Nazionale di Statistica (ISTAT) - Elaboração gráfica da Wikipedia |